# Schloss Trélon

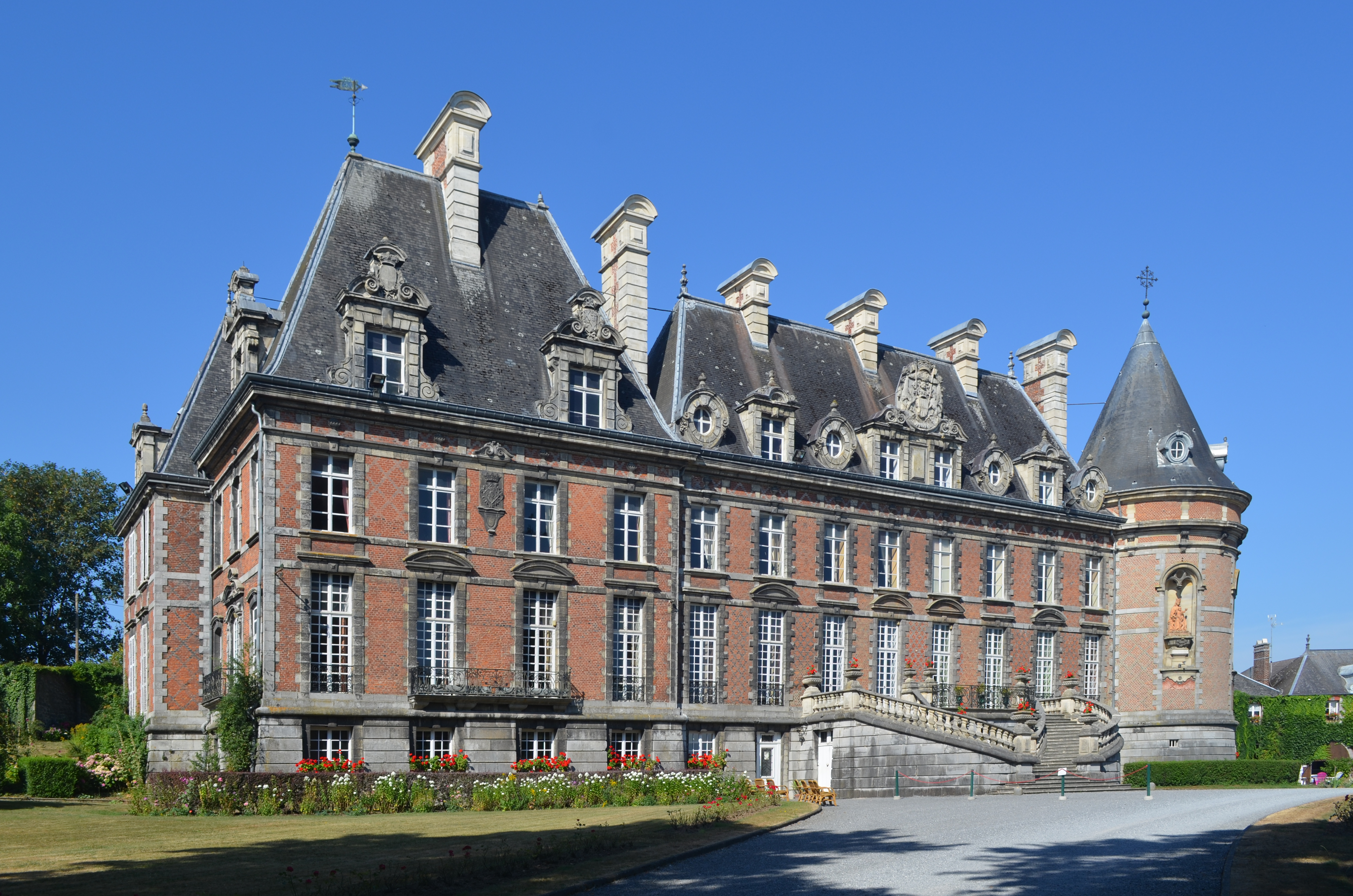
Ansicht des Schlosses von Osten

Das Schloss Trélon (französisch Château de Trélon), auch Schloss Merode genannt, ist ein Schloss im Kern der gleichnamigen französischen Gemeinde des Départements Nord, Region Hauts-de-France. Die Anlage ist seit über 450 Jahren Privateigentum der Familie Merode, die im 16. Jahrhundert durch Heirat in ihren Besitz kam.
Mehrfach durch Kriegseinwirkung verwüstet und nach dem Zweiten Weltkrieg umfassend restauriert, steht das Schloss im Stil des Louis-treize seit dem 9. Dezember 1986 als eingeschriebenes Monument historique (französisch Monument historique inscrit) unter Denkmalschutz. Es kann entgeltlich besichtigt werden.

## Geschichte

### Anfänge
Seit dem 12. Jahrhundert gehörte Trélon der Familie Avesnes. Schon im Jahr 1147 wird ein Donjon des Gauthier d’Avesnes erwähnt. Diesen brachte Marie dʼAvesnes, die spätere Gräfin von Blois, 1225 gemeinsam mit der gleichnamigen Seigneurie in ihre Ehe mit Hugo I. von Châtillon. Johann II. von Châtillon vererbte die Burg bei seinem Tod im Jahr 1381 seinem unehelichen Sohn Jean de Blois aus der Beziehung mit Isabeau d’Isberghes.

### Beschädigungen, Zerstörungen und Wiederaufbau im 15. bis 17. Jahrhundert

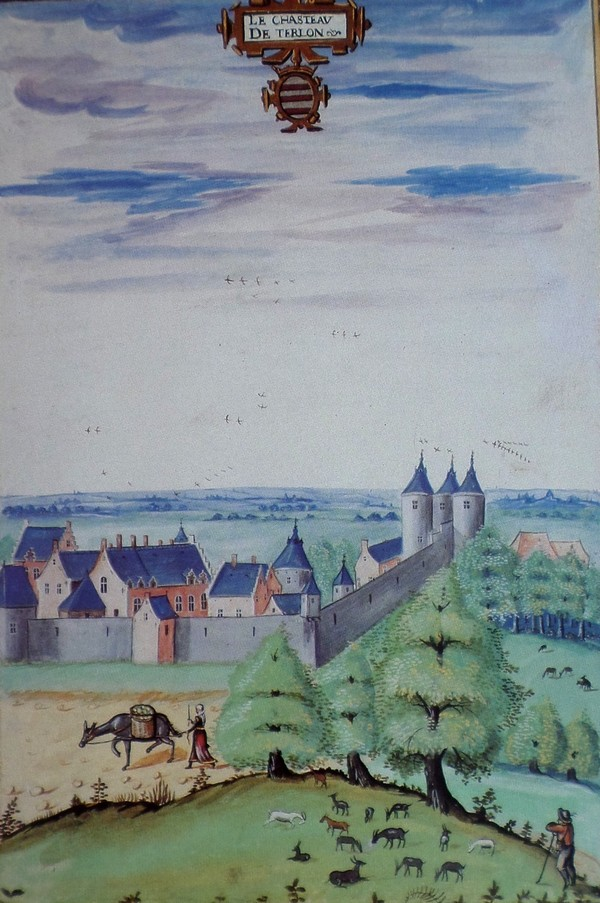
Schlossdarstellung aus der Zeit von 1598–1602

Nach dem Bericht des Chronisten Jean Molinet überfielen Philipp von Kleve-Ravenstein und seine Soldaten, die während des Burgundischen Erbfolgekriegs auf Seiten Marias von Burgund standen, Trélon im Jahr 1478 und setzen den Burgherrn, der im Dienste des französischen Königs Ludwig XI. stand, in Mons fest. Er musste ein hohes Lösegeld zahlen, ehe er wieder freigelassen wurde. Dies blieb nicht der einzige Angriff, den die Anlage im 15. und 16. Jahrhundert erlebte: 1543 griffen Truppen des Königs Franz I. die Burg an, 1552 waren es Soldaten unter dem Kommando des Connétable von Frankreich, Anne de Montmorency. Nur zwei Jahre später belagerten Antoine de Bourbon, duc de Vendôme sowie der französische Marschall Jacques d’Albon, seigneur de Saint-André die Anlage 1554 und zerstörten sie teilweise, weil nach Ansicht der französischen Seite dort feindliche Soldaten untergebracht gewesen seien, die Franzosen überfielen und ausraubten (mettre à désolation un fort chasteau appelé Trélon, garny de grand nombre de soldats ennemis faisans maintes destrousses et volleries sur les Français).
Die Familie de Blois starb im 16. Jahrhundert im Mannesstamm aus, und so brachte die Erbtochter Louise de Blois Seigneurie und Burg durch ihre Heirat 1562 mit Louis de Merode an die Familie ihres Mannes, welche die Anlage zu Beginn des 17. Jahrhunderts wiederaufbaute. Der spanische König Philipp IV. erhob Trélon am 23. Februar 1625 für Hermann-Philippe de Merode sogar zum Marquisat. 1637 besetzte Jacques d’Estampes die Burg Trélon im Französisch-Spanische Krieg und vertrieb den damaligen Burgherrn Albert de Merode. Dieser kehrte jedoch schon im Jahr darauf zurück und setzte die beschädigte Anlage wieder instand, nur um 1651 von Soldaten unter dem Kommando Reinhold von Rosens endgültig zerstört zu werden.

### Neu- und Umbau sowie Erweiterung im 18. und 19. Jahrhundert

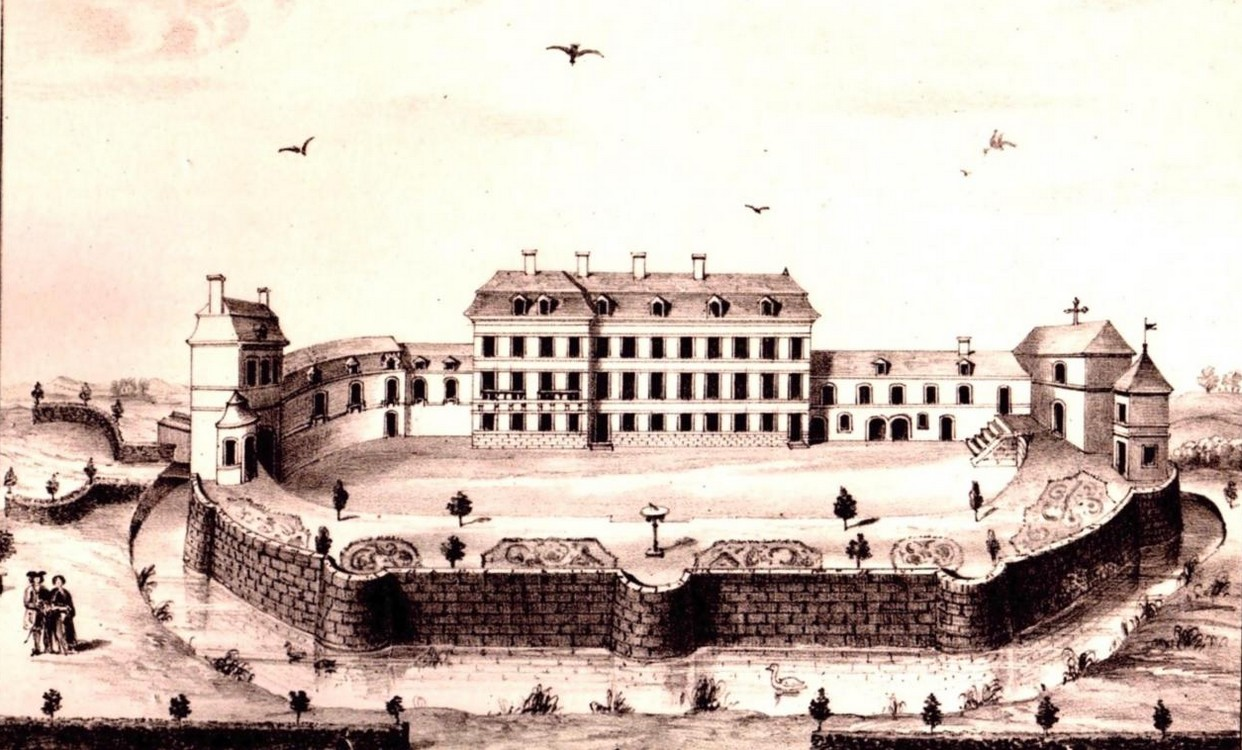
Darstellung des Schlossneubaus im Jahr 1762

1701 ließ Marie-Célestine de Merode am Standort der mittelalterlichen Burg ein neues Herrenhaus errichten. Der Neubau im Stil des brique-et-pierre war sehr schlicht und bei weitem nicht so groß wie seine Vorgängerin. Er bestand aus einem Logis und einem sich im Südosten anschließenden Pavillon. Vermutlich bildet dieser kleine Bau die Ostseite des heutigen Schlossgebäudes. Nach dem Tod von Marie-Célestines Mann Johann Ernst von Schleswig-Holstein-Plön-Rethwisch im Mai 1726 gelangte der Besitz an Charles-Florent de Merode, einen Verwandten aus dem Familienzweig Merode-Deinze. Seine Tochter Marie-Louise bestimmte Maximilien-Léopold de Merode, Fürst von Rubempré, testamentarisch zu ihrem Erben und damit zum neuen Schlossherrn von Trélon.
Während der Französischen Revolution wurde der Besitz konfisziert, aber im Juni 1801 an Guillaume Charles Guislain de Merode zurückgegeben. Dessen Sohn Félix war eine wichtige Persönlichkeit während der Belgischen Revolution und wurde sogar als möglicher Anwärter auf den belgischen Thron gehandelt. Er schlug das Angebot auf die Krone aber aus. Geheimen Verhandlungen, von denen einige auf Trélon stattfanden, führten schließlich 1831 zur Inthronisierung von Prinz Leopold als belgischen Monarchen. 1833 ließ Félix de Merode das schlichte Herrenhaus erweitern und an dessen Westseite einen parallelen Baukörper anbauen, sodass sich die Tiefe des Gebäudes verdoppelte. Es war jedoch sein Sohn Werner, der etwa 1860 durch einen zweiten Aus- und Umbau dem Schloss seine heutiges Aussehen gab. Die Pläne dazu lieferte der Architekt Clément Parent, der ab 1870 auch für den Umbau des Schlosses Ooidonk verantwortlich zeichnete. Die Mansarddächer Trélons wurden durch hohe Walmdächer mit Lukarnen, Ochsenaugen und hohen Schornsteinen ersetzt. An der Nordost-Ecke kam ein großer Rundturm hinzu, an der Westseite des Gebäudes entstanden zwei zusätzliche Pavillonbauten. Werner de Merode empfing oft Charles de Montalembert auf seinem Schloss als Gast, denn dieser hatte 1836 Werners Schwester Anne geheiratet.

### 20. und 21. Jahrhundert

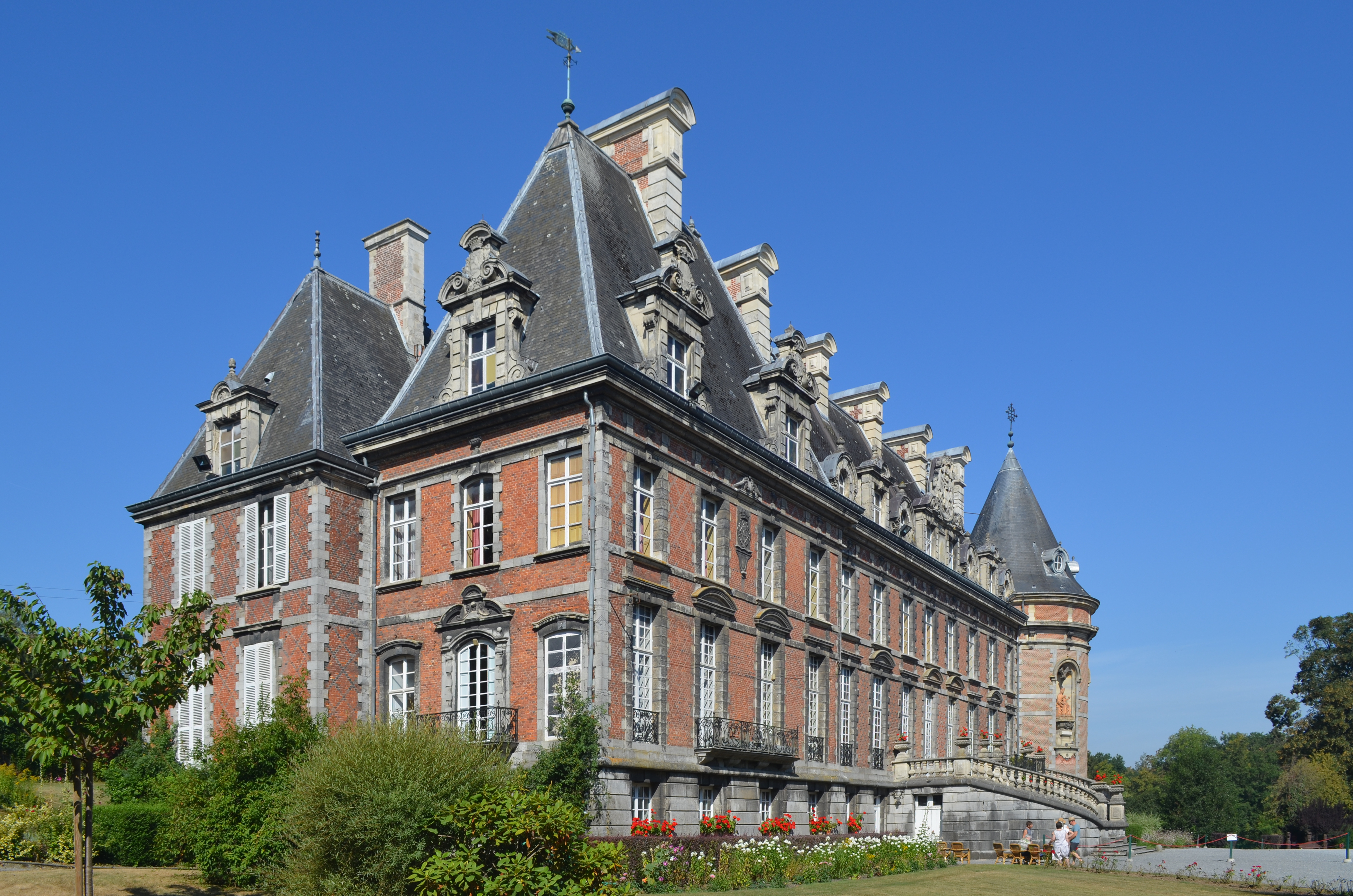
Das Schloss von Südosten; links im Bild: einer der Pavillonbauten an der Westfassade

Während des Ersten Weltkriegs richtete die deutsche Armee 1914 eine Kommandantur im Schloss ein, welcher der Deutsche Kaiser Wilhelm II. mehrfach einen Besuch abstattete, unter anderem im März 1918. Félix’ Urenkel Frédéric starb 1930 unverheiratet. Um die Erbfolge zu gewährleisten, hatte er zuvor den Sohn seines verstorbenen Bruders adoptiert und vererbte ihm die Schlossanlage. Im Zweiten Weltkrieg wurde sie stark beschädigte und diente sie ab 1942 als Flüchtlingsheim für Familien aus Seeflandern und als Militärhospital. Nach Kriegsende bezogen die damaligen Eigentümer, Fürst Philippe de Merode und seine Frau Micheline, geborene de Gontaut-Biron, das heruntergekommene Schloss und begannen mit jahreslangen Renovierungsarbeiten, was sie nicht davon abhielt, zugleich sieben Familien ehemaliger Harkis bei sich aufzunehmen. Im hohen Alter von 99 Jahren entschied Michaeline de Merode 2017, das Schloss für Besucher zu öffnen. Bei ihrem Tod im selben Jahr vermachte sie den Besitz ihrem Sohn Philippe Colin.
Heute können Besucher bei geführten Besichtigungen die große Sammlung an alten Möbeln, Tapisserien, Porzellan aus Sèvres, zahlreiche Gemälde – darunter ein Werk von Louis Joseph Watteau – und diverse Uhren sehen. Zusätzlich gibt es Wechselausstellungen. Der Freundeskreis „Les Amis du Château de Trélon“ unterstützt die Eigentümer bei ihrem Vorhaben, das Schloss zu erhalten.

## Beschreibung

### Architektur

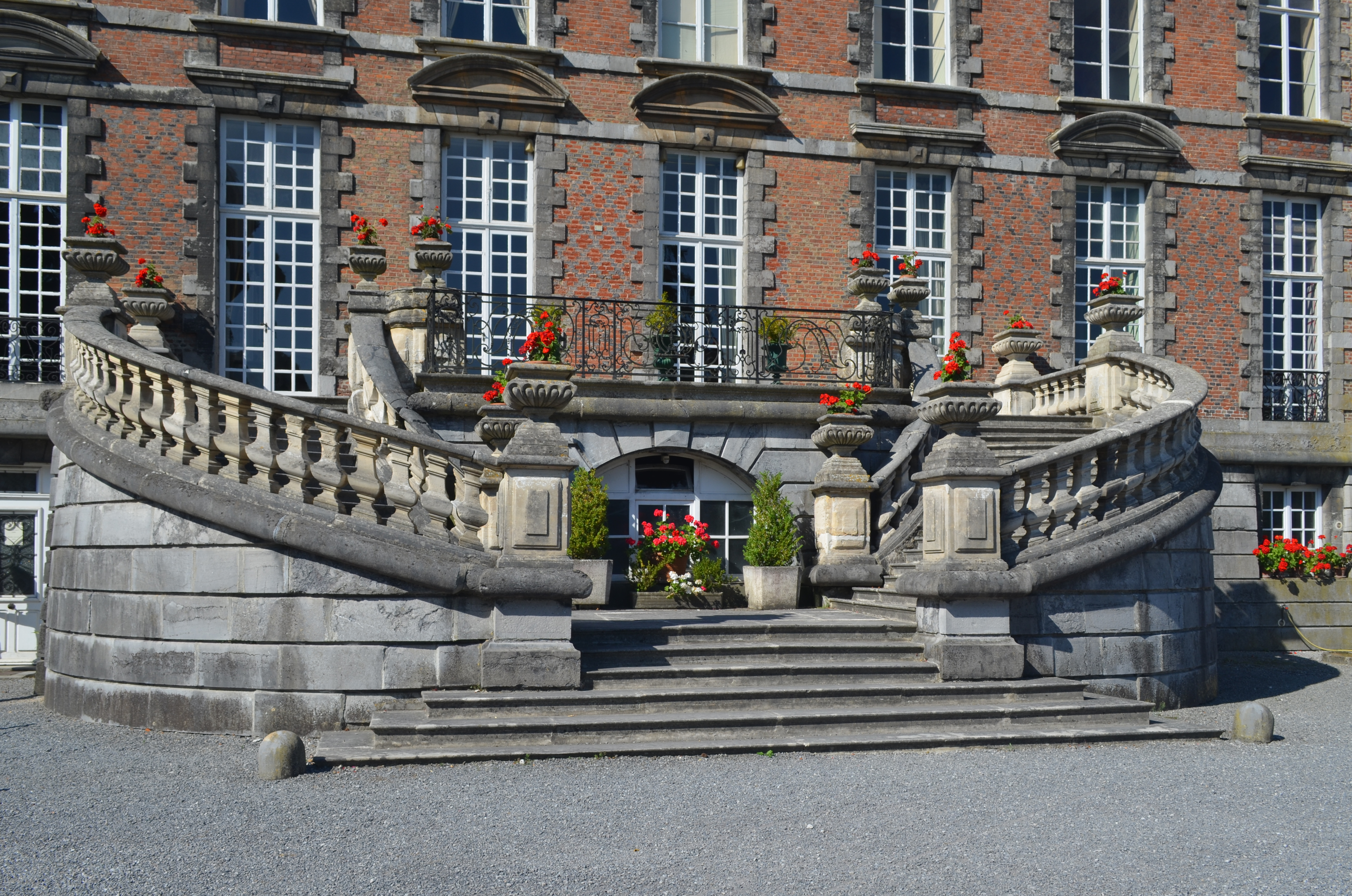
Freitreppe vor der Hauptfassade

Das zweigeschossige Schlossgebäude steht dort, wo früher die Ringmauer der mittelalterlichen Vorgängeranlage verlief. Noch im 18. Jahrhundert waren Reste des ehemaligen Burggrabens zu erkennen. Das Mauerwerk des längsrechteckigen Gebäudes aus Ziegeln wird von hellen Eckquaderungen, Gesimsen und Fenstereinfassungen unterbrochen. Diese Verwendung von rotem Backstein mit kontrastierendem helleren Haustein wird im Französischen mit brique-et-pierre bezeichnet. An der nach Nordosten zeigenden, zwölfachsigen Hauptfassade tragen die Lukarnen der beiden mittleren Achsen einen großen skulptierten Stein mit dem Wappen der Familie Merode. Darunter führt eine große, geschwungene, doppelläufige Freitreppe mit Balusterbrüstung hinauf zur Beletage, die sich über einem rustizierten Sockelgeschoss erhebt. Früher endete sie in einem Portikus, heute führt sie auf eine schmale Terrasse mit schmiedeeisernem Geländer. Die hohen Sprossenfenster der Beletage besitzen Verdachungen in Form von Gesimsen, die teilweise von Rundbogengiebeln bekrönt sind. Die Treppe trägt die Jahreszahl 1701, die jedoch erst im 19. Jahrhundert dort angebracht wurde. Zeitgenössisch ist hingegen die Jahreszahl 1731 auf einem Reliefstein in einem Feld zwischen zwei Fenstern des Obergeschosses.

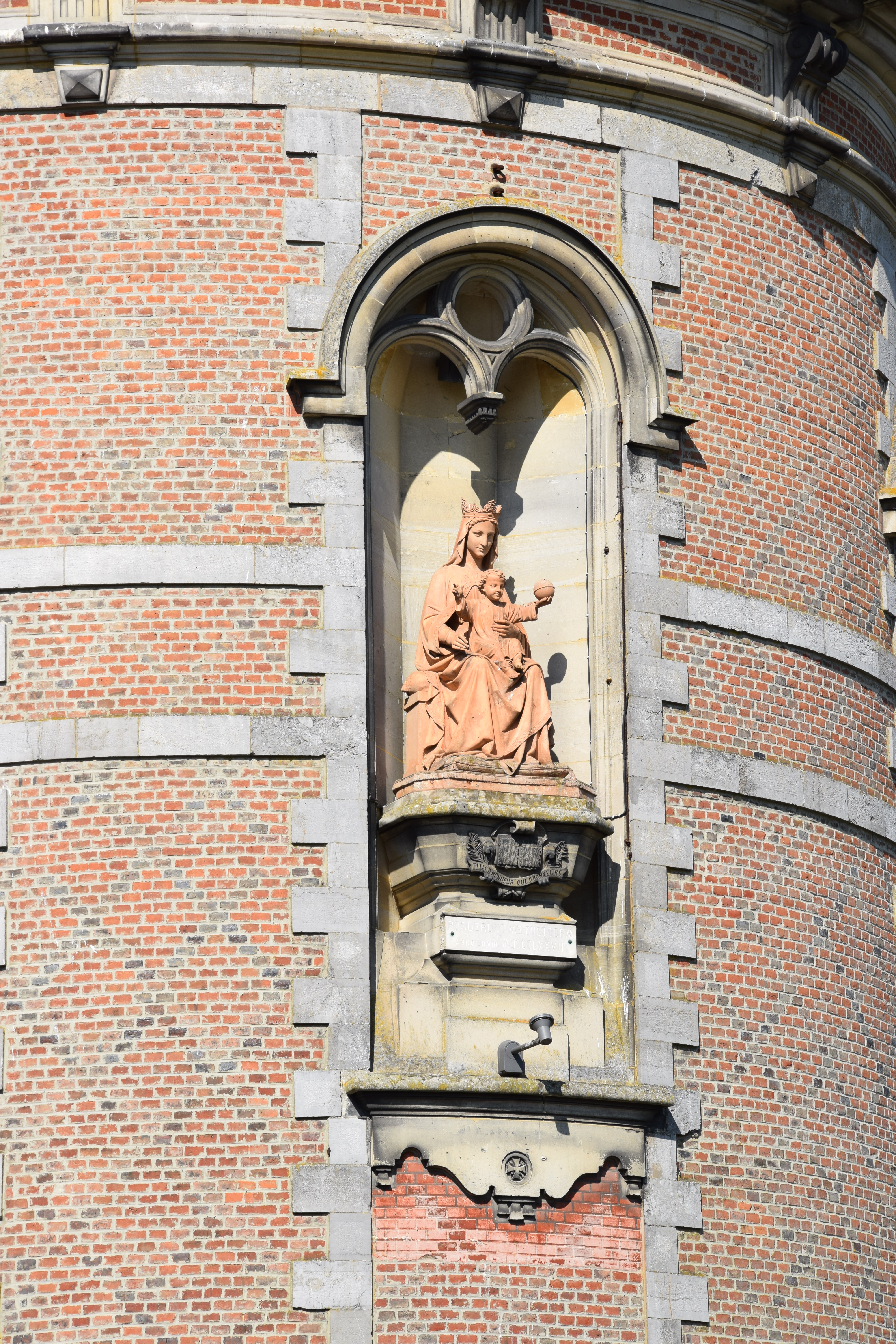
Madonna am Kapellenturm

An der südwestlichen Längsseite des Gebäudes stehen zwei vorspringende Pavillonbauten, die einen niedrigeren Mittelbau einrahmen. Sie stammen von Erweiterungsarbeiten aus der Zeit um 1860, ebenso wie der wuchtige Rundturm mit schiefergedecktem Kegelhelm an der Nordost-Ecke des Schlossbaus. Darin befindet sich die Schlosskapelle, die eine seit 1298 bezeugte und während der Französischen Revolution zerstörte Vorgängerin ersetzte. In einer hohen Nische in der Außenmauer der Kapelle steht eine Madonna aus Terrakotta, die ausweislich einer Inschrift dort 1787 aufgestellt wurde. Auf ihrem Postament findet sich das Familienmotto der Merodes: PLUS D’HONNEUR QUE D’HONNEURS (deutsch Mehr Ehre denn Ehrungen).

### Innenräume
Während einer Führung können zahlreiche Schlossräume besichtigt werden, darunter die Kapelle, großer und kleiner Salon, mehrere Schlafzimmer, die Bibliothek, das Billardzimmer, das Vestibül, großes und kleines Esszimmer sowie die ehemalige Schlossküche. Die Innenräume sind auf den verschiedenen Geschossen en filade angeordnet. Davon sind jene, die im Obergeschoss liegen, in den 1950er und 1960er Jahren modernisiert worden.
Im großen Salon mit seiner Einrichtung aus den 1830er Jahren gibt es einige Sitzmöbel zu sehen, deren Rückenlehnen Stickereien mit Initialen von weiblichen Mitgliedern der Familie Noailles zeigen. Diese waren während des Terreurs im Schloss inhaftiert. Im großen Esszimmer, das nur für offizielle Anlässe genutzt wurde, stammt die Ausstattung aus den 1860er Jahren. Die Supraporten der Türen zeigen Gemälde mit Darstellungen von Schlössern im Besitz der Familie Merode. An den Wänden hängen vier Tapisserien aus dem 17. Jahrhundert, die Allegorien der Sternzeichen darstellen und nach Kartons von Charles Le Brun gefertigt wurden. Zwei weitere Tapisserien mit astrologischen Motiven hängen im Treppenhaus des Schlosses. Im Vestibül erinnert einer Büste aus weißem Marmor an Félix de Merode. Im kleinen Salon findet der Besucher einen Marmorkamin, Boiserien und eine Stuckdecke, die zur originalen Raumausstattung des 18. Jahrhunderts gehören. Die Schlosskapelle präsentiert zahlreiche Erinnerungsstücke an Xavier de Merode, der Kammerherr von Papst Pius IX. war.

### Schlosspark
Der über 2000 Hektar große Schlosspark ist landschaftlich gestaltet. In ihm stehen zwei große Mammutbäume, die Mitte des 19. Jahrhunderts aus den USA importiert und dort gepflanzt wurden.